# Silvio Galizia
Silvio Galizia (Muri, 5 agosto 1925 – Roma, 28 novembre 1989) è stato un architetto svizzero.

## Biografia

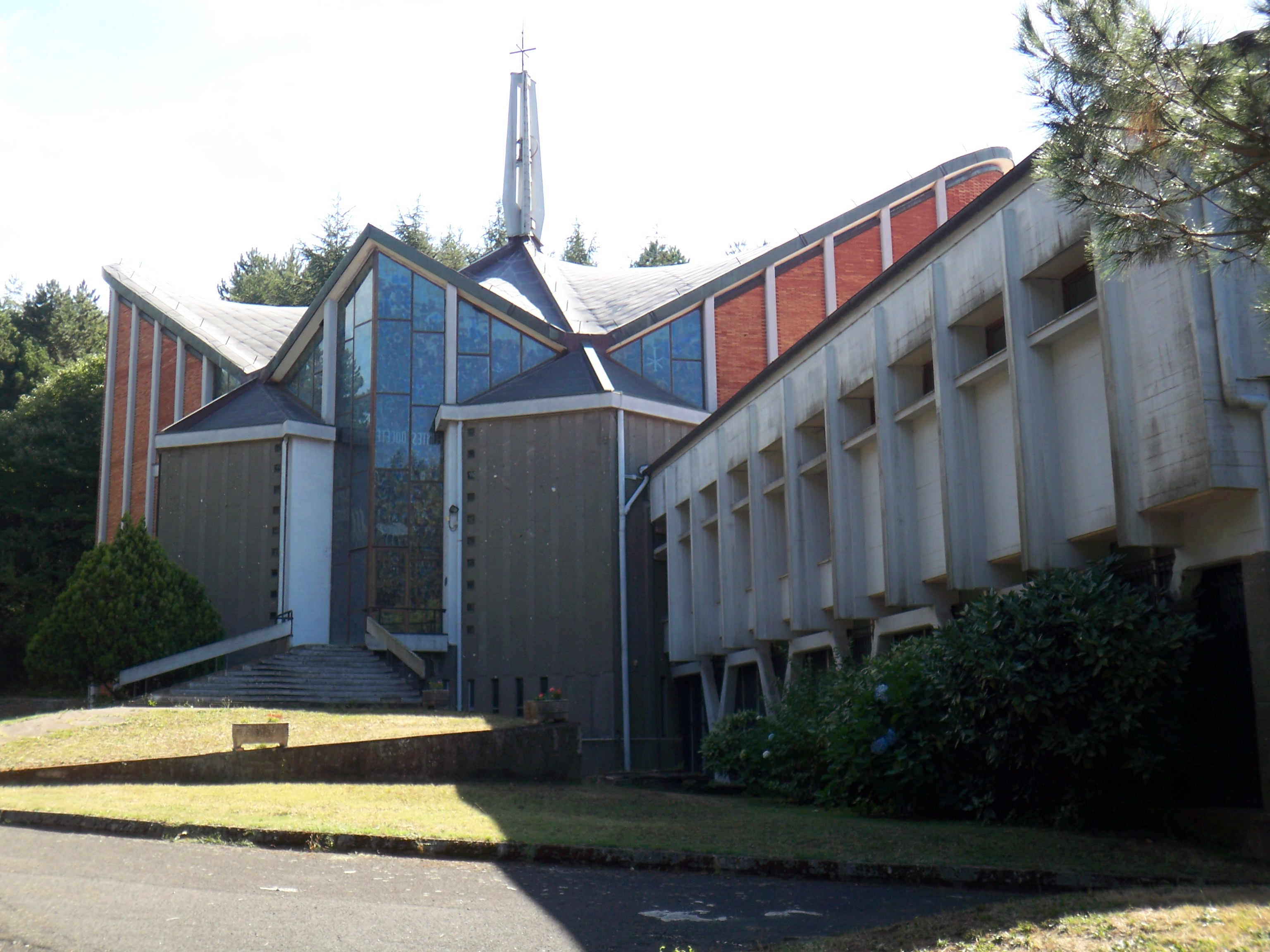
Vista esterna della cappella San Giovanni Battista, Nemi

Di origine italiana, si laurea al ETH Zürich e svolge le prime esperienze professionali in Svizzera a Zurigo, Basilea e Ginevra. Dal 1951-1952 lavora a Poona in India, dopodiché si trasferisce in Italia dove rimane per il resto della sua vita. Nel 1953 giunge a Roma e collabora con lo studio professionale dell'ingegnere Riccardo Morandi.
Dal 1954 svolge un'intensa attività professionale, in particolare chiese per conto di congregazioni religiose. Dal 1960 cura anche la realizzazione delle opere artistiche e di arredo, vetrate, sculture, altari, mosaici, ecc. Nel 1984-1985 realizza l'università e progetta la cattedrale di Lomé nel Togo. Oltre l'opera architettonica lascia anche una vasta opera di pitture, disegni, e sculture. Muore a Roma il 28 novembre 1989.

## Opere

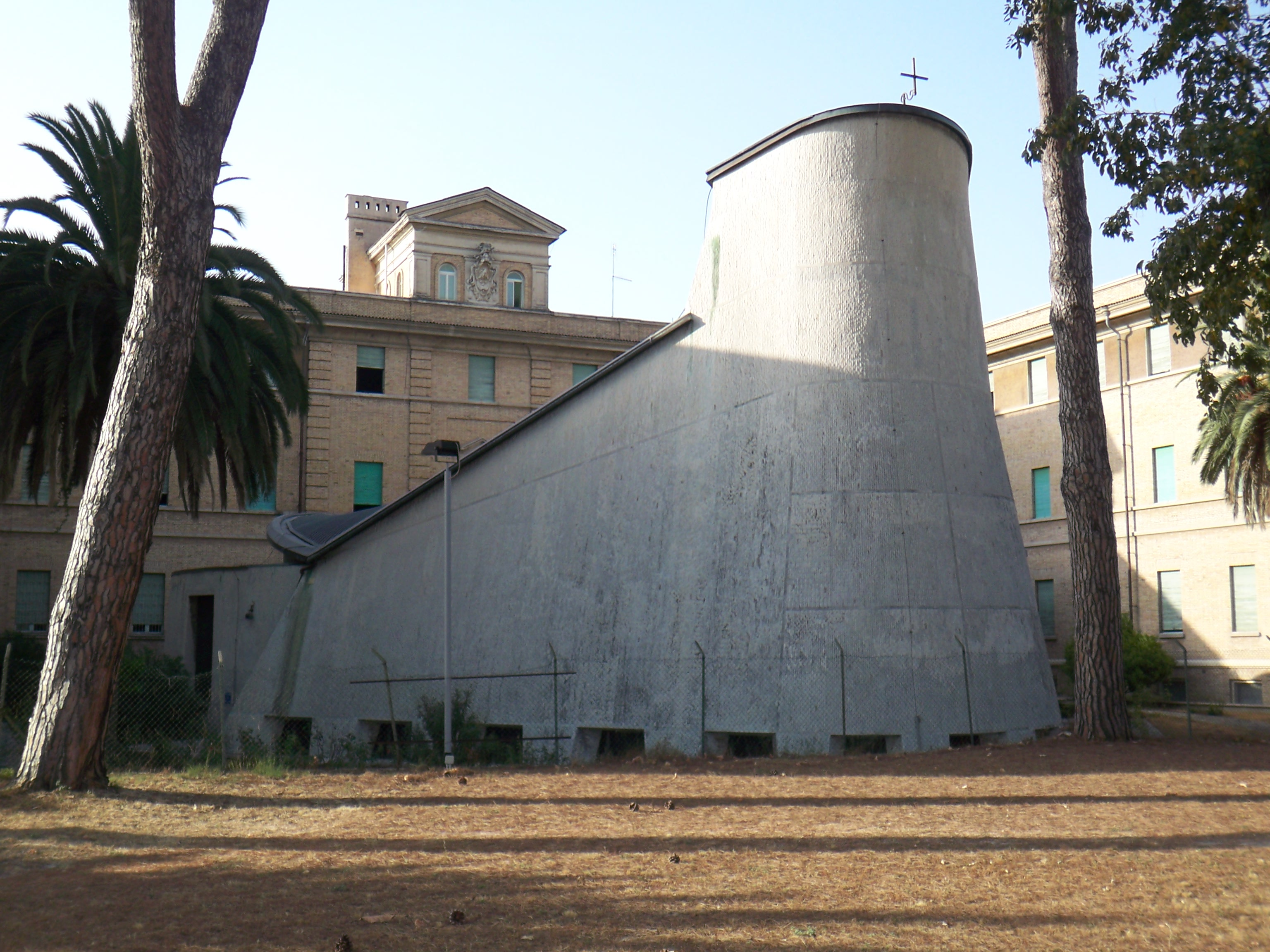
Vista esterna della cappella del Collegio Pio Brasiliano, Roma

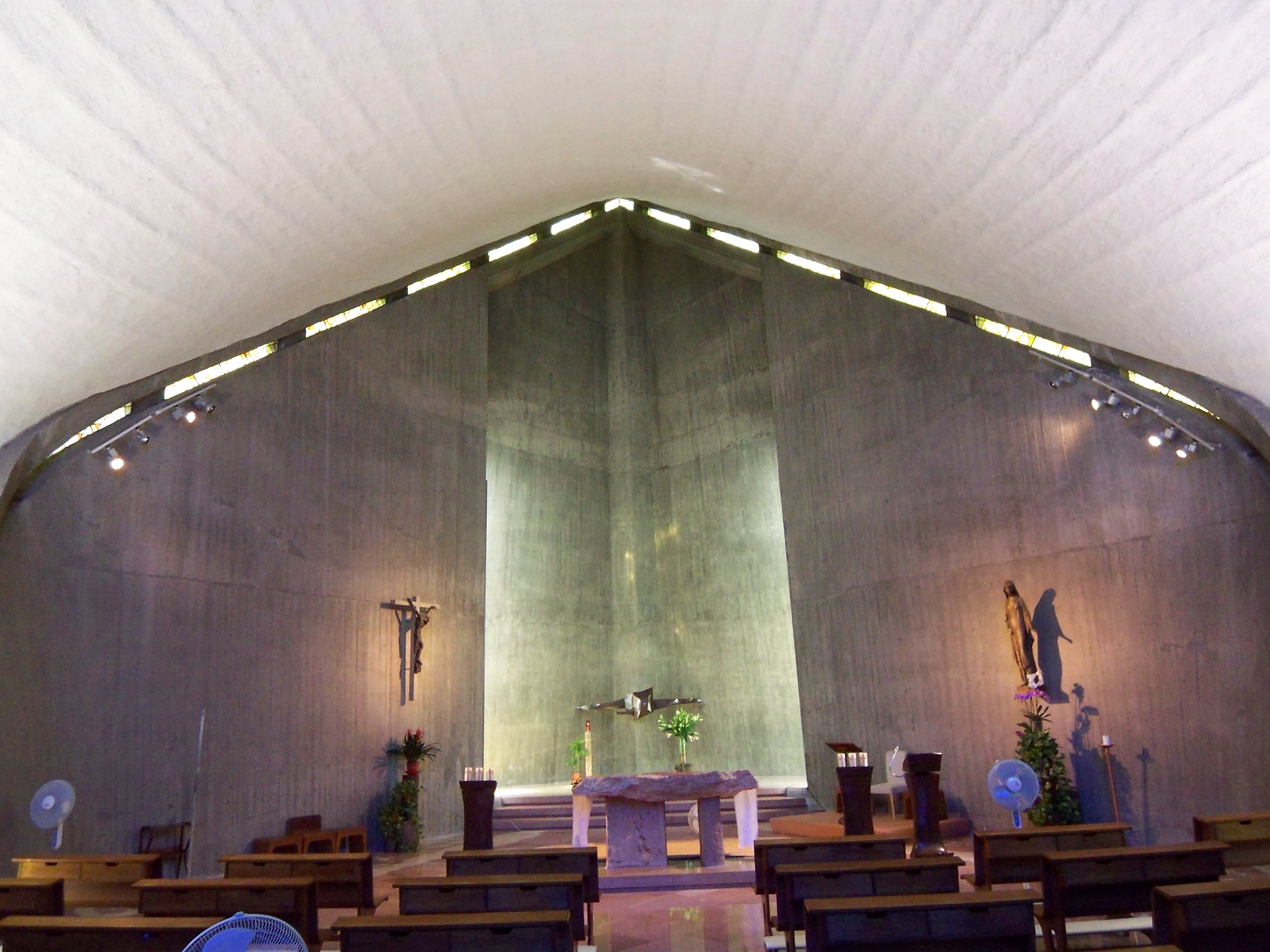
Interno della cappella San Paolo di Chartres, Roma

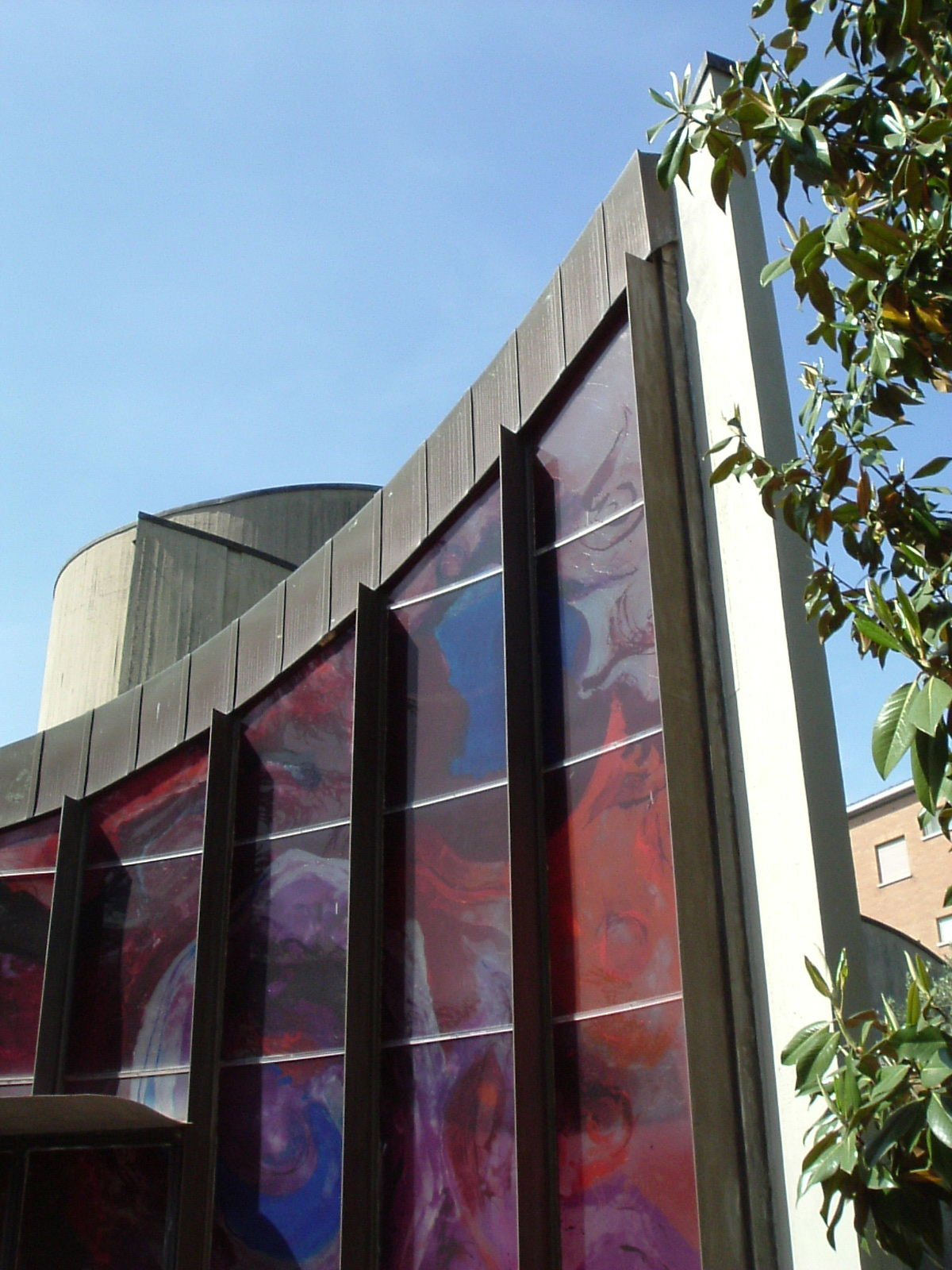
Vista esterna della cappella delle Suore della Carità e dell'Immacolata Concezione di Ivrea, Roma (Vetrata in Plexiglas: Ernesto Tross)

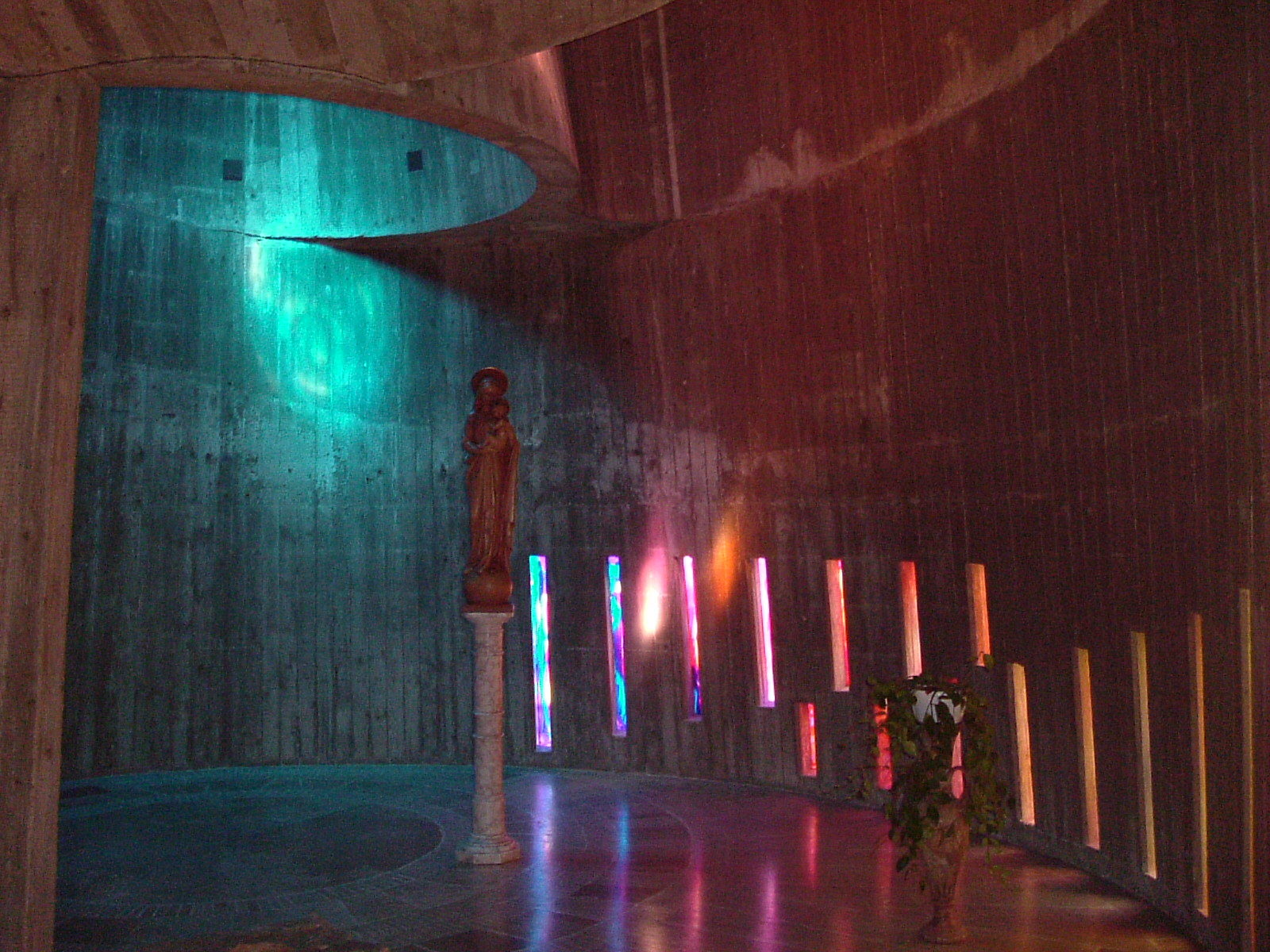
Interno della cappella delle Suore della Carità e dell'Immacolata Concezione di Ivrea, Roma

- 1951-57	Collegio universitario e chiesa a Poona, provincia di Bombay, India (Papal Seminary)
- 1955-56	Chiesa superiore e cappella laterale alla Chiesa inferiore di S. Monica (S. Rita da Cascia) del Collegio Internazionale Agostiniano (via del S. Uffizio 25, Roma) (in collaborazione con l'Ing. S. Scalesse)
- 1956-62 (ca.)	Pensione per villeggiatura "Casa Helgelberger" (Terracina)
- 1957	Villino privato a Fregene (Villa Fürstenberg)
- 1957-58	Casa generalizia e cappella delle Suore Missionarie dello Spirito Santo (via della Camilluccia 591, Roma) in collaborazione con Christian Norberg-Schulz e H. Mielva
- 1959	Casa generalizia, cappella e casa di riposo delle Suore di Betania dello Spirito Santo (via Achille Mauri 14, Roma)
- 1959-62	Chiesa di S. Giovanni Battista e Curia generalizia dei Missionari Verbiti a Nemi
- 1960-62	Villino a Nemi (Roma)
- 1960-63	Curia generalizia, cappella e asilo delle Suore della Divina Provvidenza (via S. Giovanni Eudes 25, Roma). Il convento e la cappella sono poi passati alla Pia società figlie di San Paolo, con gli uffici delle Edizioni Paoline
- 1961-62 Villino "Quarto Caldo", Torre Cervia presso San Felice Circeo (Latina)
- 1962-66	Ampliamento del Collegio per sacerdoti studiosi dell'Archeologia cristiana e della Storia della Chiesa e Istituto della confraternita del Campo Santo Teutonico in Vaticano
- 1962-66	Cappella del Pontificio Collegio Pio Brasiliano (via Aurelia 527, Roma)
- 1962-68	Ristrutturazione e ampliamento di Palazzo Zuccari, sede della Bibliotheca Hertziana - Max Planck Institut (via Gregoriana 28, Roma)
- 1963	Villino privato, San Felice Circeo, Latina
- 1964-67	Seminario del Collegio Messicano (via del Casaletto 314, Roma) (in collaborazione con l'ing. F. Giardino)
- 1964-68	Curia generalizia e collegio dei Padri e Suore Missionarie di Mariannhill (via S. Giovanni Eudes 91, Roma)
- 1965-68	Casa ospiti e professori, Missionari di Marianhill
- 1966-68	Casa generalizia delle Suore Medico-Missionarie olandesi (via Raffaello Sardiello 20, Roma). L'edificio è stato venduto alla fine degli anni 60, ed è ora la sede generalizia delle Suore di Nostra Signora della carità del Buon Pastore
- 1966-68	Casa generalizia e cappella delle Suore di San Paolo di Chartres (anche dette Suore ospedaliere di San Paolo, via della Vignaccia 193, Roma)
- 1967-69	Convento di Santa Maria degli Angeli e casa colonica delle Suore francescane di Dillingen Donau (via della Storta 783, Roma)
- 1970-72	Ristrutturazione interna, decorazione e arredamento della chiesa e cripta del Monastero di S. Chiara (via Vitellia 97, Roma)
- 1971-73	Chiesa e campanile delle Suore della Carità e dell'Immacolata Concezione di Ivrea (via di Val Cannuta 200, Roma)
- 1973-76 	Ristrutturazione interna e arredamento della sede centrale della Banca Popolare di Milano (P.le Flaminio 1, Roma) (in collaborazione con l'arch. V. Vannini)
- 1974 (ca.)	Restauro e ristrutturazione della chiesa del convento francescano di S. Giuseppe ad Assisi
- 1979-81 	Sistemazione delle reliquie di S. Francesco nella cripta della Basilica di Assisi
- 1982 	Progetto di allestimento e inferriate artistiche per il Banco di Santo Spirito, Napoli.
- 1982-88	Collegio universitario, chiesa e seminario Jean Paul II a Lomè, Togo

Nel marzo 2009 una mostra personale a Muri in Svizzera presenta le opere pittoriche di Silvio Galizia (insieme alle opere dei due fratelli scultori, Rico Galizia e Romano Galizia, e quelle del padre marmorista, Enrico Galizia.

## Archivio
L'archivio Silvio Galizia nel 2005 è stato dichiarato di interesse storico dalla Soprintendenza archivistica per il Lazio ed è conservato presso gli eredi a Roma.